# Onykia appellofi
Onykia appellofi is een inktvissensoort uit de familie van de Onychoteuthidae. De wetenschappelijke naam van de soort is voor het eerst geldig gepubliceerd in 1900 door Pfeffer.